# Мартыновский, Александр Сергеевич
Алекса́ндр Серге́евич Мартыно́вский (псевдоним Тарас Костров) (1901, Чита, — 18 сентября 1930, Гагра) — советский журналист, критик, работал под псевдонимом Тарас Костров. Член ЦК ВЛКСМ. Первый главный редактор газеты «Комсомольская правда» (с сентября 1925 по 1928 год).

## Биография
Корнями с Украины, место рождения — читинская тюрьма; отец его был народовольцем, мать — социал-демократкой (меньшевичкой).
В Одессе вступил в РКП(б) и Красную Армию (1919).
Главный редактор газеты «Комсомольская правда». По недоказанному утверждению, был снят за выступления против линии Сталина. Затем, до июля 1929 руководил журналом «Молодая гвардия», незадолго до смерти работал заместителем главного редактора новосозданного еженедельника «За рубежом». Дружил с В. В. Маяковским, адресат стихотворения «Письмо товарищу Кострову из Парижа о сущности любви» (1928), оказал влияние на творчество Н. А. Островского. Участник группы «Литфронт» (1930).
По воспоминаниям историка Бориса Тартаковского,
Тарас Костров, весьма колоритная даже для того времени фигура: он носил клочковатую, торчавшую в разные стороны бороду, мятую толстовку — наиболее популярную тогда «форму» — и, как мне подсказывает память, выглядел весьма неопрятно. <…> Костров был, насколько я могу теперь судить, редактор божьей милостью, газета при нём получила широкое признание среди молодёжи, на её страницах обсуждались весьма животрепещущие вопросы. Звучала порой весьма резкая критика некоторых официальных учреждений (главным образом, в области культуры, экономического положения молодёжи, безработицы и т. д.). Тогда это было ещё возможно и, естественно, привлекало к себе.
Умер от туберкулёза (или от астмы) в гагринской гостинице «Гагрипш». Похоронен в Комсомольском парке Гагры.

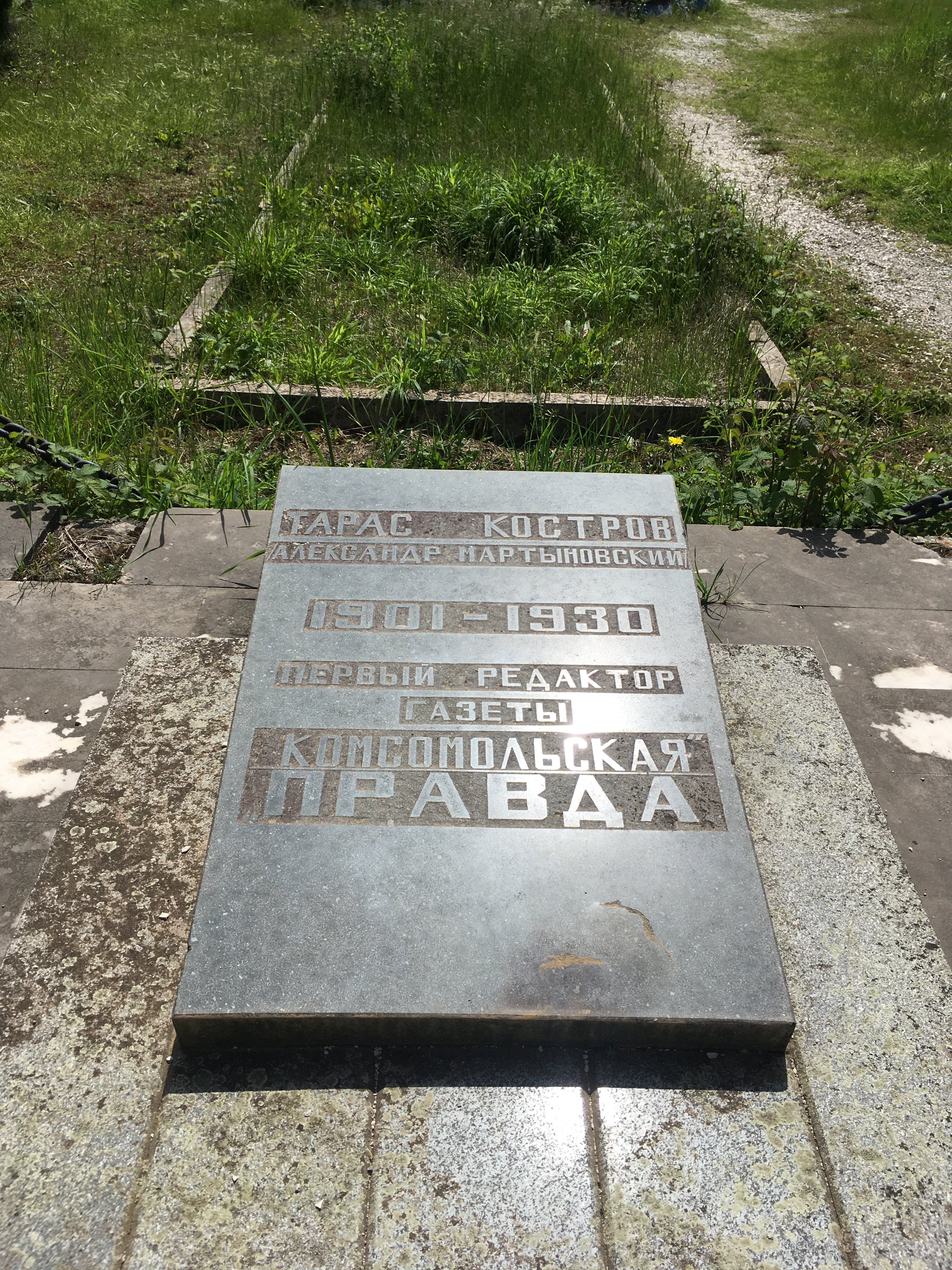
Могила Кострова в Гагре

### Карьера
- Работал в газетах «Пролетарская правда» и «Коммунист».
- Главный редактор газеты «Комсомольская правда» (1925—1928)[6].
- Главный редактор журнала «Молодая гвардия» (1928—1929).

## Книги
- Костров, Тарас. Культура и мещанство. — [М.]: Молодая гвардия, 1930. — 32 с.